# Bulbophyllum ophiuchus
Bulbophyllum ophiuchus là một loài phong lan thuộc chi Bulbophyllum.